# Kasteel van Le Val
Het Kasteel van Le Val (Frans: Château du Val) is een kasteel in de Franse gemeente Saint-Germain-en-Laye.